# Lítla Dímun
Lítla Dímun, læs luitla duimun er en ubeboet færøsk ø mellem Stóra Dímun og Suðuroy, som tilhører Hvalba kommune.
- Areal: 0,82 km²
- Indbyggere: 0
- Fjeld: Rávan, 414 m

Lítla Dímun hører historisk-geografisk til naboøen Stóra Dímun. Sprogforskere siger, at navnet Dímun har keltisk oprindelse. Første del af ordet, dí eller di, betyder to, mens sidste del, mun, er en rest af det keltiske ord muinn, som betyder nakke, ryg eller høj. Dvs. at Dímun betyder to nakker, to rygge eller to høje.
Øen bruges til sommergræsning for ca. 300 får. Øen er kendt for sit gode græs og fårene for deres gode kødkvalitet. Ejerne, dvs. fåreavlerne i Hvalba og Sandvík kommer jævnligt til øen, og der er 3 hytter, hvor de besøgende kan gå i læ eller overnatte.
Der er kun mulighed for opstigning et enkelt sted. Højeste punkt på øen er Rávan 414 meter over havet.

## Historie
Den isolerede ø har aldrig været beboet af mennesker. Allerede færingesagaen omtaler, at der holdes får på øen.
Lucas Debes berettede 1673 om får af den oprindelige nordisk korthalede race på øen. Fårene lignede mere geder, havde sort korthåret uld og var mindre end fårene i dag. De var vilde og derfor vanskelige at få fat på. I 1860'erne blev de sidste af den gamle stamme skudt. De får, som man ikke fik fat på, blev skudt ned. Det samme er hændt i 1920 og 1990. Nogle år efter, at øen var solgt, blev denne race udryddet. Tre udstoppede eksemplarer af racen findes på Føroya Fornminnissavn i Tórshavn.
Den 24. juni 1584 skete her en grindefangst, hvor 4 grindehvaler blev slagtet. Det er begyndelsen af verdens ældste jagtstatistik, som føres til i dag. Statistikken over grindefangst på Færøerne viser, at den også var den eneste grindefangst ved Lítla Dímun. Derfor er denne enestående begivenhed optegnet, for der findes overhovedet ingen bugt eller strand, hvor en fornuftig og traditionel grindefangst er muligt at gennemføre.
1850 blev øen solgt på en auktion for 5000 Rigsbankdaler til interesserede fra Hvalba og Sandvík. Den kongelige Monopolhandels-repræsentant fra Tvøroyri bød ifølge overleveringerne med, for at gøre den indtil da kongelige besiddelse dyrere.
1918 strandede den danske skonnert Casper på øen. Skibet var på vej fra Spanien til Vágur med en ladning salt, men blev ramt af en orkan i området. Styrmanden nåede i land med line om livet og fik resten af besætningen ind. De forsøgte forgæves at redde et par kasser fra skibet, og havde derfor ingen proviant. De fandt en hytte med tændstikker, ildsted og brændsel og en smule tran til en lampe, og det lykkedes dem også at fange to får og en syg fugl. Efter 17 dage opdagede en færøsk fisker dem endelig, og nogle timer senere blev de reddet. Én af de skibbrudne bosatte sig på Færøerne.

## Vegetation
Lítla Dímun er den færøske ø med det mindste artsantal i den færøske flora.
| Færøsk              | Dansk                | Botanisk               |
| ------------------- | -------------------- | ---------------------- |
| Árshúsagras         | Enårig rapgræs       | Poa annua              |
| Hálshvít baldursbrá | Strandkamille        | Matricaria maritima    |
| Jarðlagdur krásarvi | Almindelig firling   | Sagina procumbens      |
| Læknaeirisgras      | Lægekokleare         | Cochlearia officinalis |
| Opinekruarvi        | Almindelig fuglegræs | Stellaria media        |
| Reyðvingul          | Rød svingel          | Festuca rubra          |
| Rísið húsagras      | Almindelig rapgræs   | Poa trivialis          |
| Ullhært legugras    | Fløjlsgræs           | Holcus lanatus         |
| Vanligt høsnagras   | Almindelig hønsetarm | Cerastium fontanum     |

## Fårene hentes hjem til Hvalba
Det årlige overskud i form af lam og får hentes i fællesskab hjem om efteråret og fordeles ligeligt mellem anpartshaverne. En fiskekutter og flere robåde, bemandet med ca. 30 mænd og kvinder sejler til øen. En menneskekæde jager fårene sammen. 5 får med sammembundne ben hejses ned til robåden i et net. Robåden afleverer de 15 får til fiskerkutteren, som vender tilbage til Suðuroy . Fårene losses på kajen i Hvalba, hvor de placeres i rækker og fordeles til deres ejere. Nogle få får undslipper indsamlingen, og fra tid til anden bliver disse skudt, da de næsten er umulige at indfange.